# Ден Эдел, Лук
Симон Йоханнес (Лук) ден Эдел (нидерл. Simon Johannes "Loek" den Edel; 1 декабря 1933, Боскоп — 1 августа 2022, Ситтард, Лимбург) — нидерландский футболист, игравший на позиции нападающего, выступал за команды «Аякс», «Алкмар '54», «Витесс» и «Лимбюргия».
Автор самого быстрого хет-трика в истории чемпионата Нидерландов — 18 декабря 1955 года в игре «Аякса» с «Эксельсиором» забил три гола за три минуты. Является автором первого гола «Аякса» в Эредивизи — высшего дивизиона страны.

## Клубная карьера

### «Аякс»
В 1954 году в возврате двадцати одного года Лук дебютировал за футбольный клуб «Аякс», до этого он играл за резервные составы клуба. Первую игру в чемпионате Нидерландов провёл 12 декабря на стадионе «Де Мер» против клуба «Бе Квик», заменив в стартовом составе заболевшего Ринуса Михелса. Перед матчем защитник Гер ван Маурик посоветовал главному тренеру Карлу Хуменбергеру выбрать ден Эдела на место Михелса, хотя тренер считал, что футболист не является достаточно серьёзным. В конце первого тайма ден Эдел открыл счёт своим голам за «Аякс», а во втором отметился ещё дважды, оформив в дебютном матче хет-трик. Встреча завершилась крупной победой амстердамцев — 5:1. В следующем туре его гол принёс победу в гостевой игре с ВСВ. В дебютном сезоне нападающий отметился 12 голами в 23 матчах чемпионата. В споре бомбардиров клуба занял второе место, уступив Питу Бюргерсу, у которого было 17 забитых голов.
Первый гол в чемпионате сезона 1955/56 он забил 28 августа в ворота команды НОАД на выезде в Тилбурге. В 15-туре, состоявшемся 12 декабря, ден Эдел в гостевой встрече с «Эксельсиором» забил три гола за две минуты. Лук открыл счёт на 25-й минуте после подачи с углового, а затем ещё дважды поразил ворота, которые защищал голкипер ден Хертог. До перерыва Пит ван дер Кёйл увеличил преимущество, а в самом начале второго тайма Клас Баккер забил пятый гол. Тем не менее, футболисты «Эксельсиора» смогли забить «Аяксу» четыре гола, но «красно-белые» всё-же одержали победу в Роттердаме со счётом 4:6. Ден Эдел закончил сезон с 16 забитыми мячами, а «Аякс» занял четвёртое место в чемпионате дивизиона А.
Сезон 1956/57 стал лучшим в карьере Лука, он выиграл с командной чемпионат Нидерландов, который впервые проводился в рамках Эредивизи — единого профессионального чемпионата страны. В первом туре 2 сентября 1956 года на стадионе «Де Мер» ден Эдел стал автором первого гола «Аякса» в этом турнире, поразив ворота клуба НАК, а уже в следующем матче со «Спартой» в Роттердаме стал автором первого гола на выезде. В течение сезона Лук не выдержал конкуренцию со стороны центрального нападающего Вима Блейенберга, пришедшего в команду в межсезонье, и был заигран только в 15 матчах чемпионата, в которых забил 7 голов.
Начало сезона 1957/58 ден Эдел из-за мышечной травмы Блейенберга начал как основной центральный нападающий клуба. В первом туре 25 августа 1957 года он отметился голом в ворота МВВ, матч завершился победой «красно-белых» со счётом 4:1. После возвращения Блейенберга в строй, ден Эдел был перемещён на левый фланг атаки, тем не менее, он стал лучшим бомбардиром клуба, забив 16 голов в 27 матчах чемпионата. В том сезоне «Аякс» впервые сыграл в Кубке европейских чемпионов — в первом раунде амстердамцы в двух матчах были сильнее немецкого «Висмута», а в четвертьфинале уступили венгерскому клубу «Вашаш». Ден Эдел сыграл во всех четырёх еврокубковых встречах, но голами не отметился.
Сезон 1958/59 стал последним для Лука в составе «Аякса», в первом туре чемпионата его дубль принёс команде победу над «Фортуной», а в следующем матче он спас амстердамцев от поражения, сравняв счёт во встрече с «Элинквейком». В 6 матчах чемпионата ден Эдел забил 5 голов, а также провёл одну игру в Кубке Нидерландов. В последний раз нападающий выходил на поле 8 марта 1959 года в игре с ПСВ, а уже в июне был выставлен на трансфер».

### «Алкмар '54» и «Витесс»
В августе 1959 года ден Эдел перешёл в клуб «Алкмар '54», который заплатил более 12 тысяч гульденов за переход «Аяксу». В первом дивизионе Лук дебютировал 23 августа в матче с «Хераклесом» и отличился голом на 54-й минуте — «Алкмар» в стартовой игре чемпионата сыграл вничью 2:2. За сезон он забил девять голов и помог команде занять первое место в чемпионате и выйти в Эредивизи, однако в конце июня 1960 года был выставлен на продажу.
В августе 1960 года было объявлено о переходе нападающего в состав «Витесса» из Арнема, выступавшего в первом дивизионе. В своей первой игре за клуб на стадионе «Ньив-Монникенхёйзе» отметился голом в ворота «Вендама». В 13-м туре он забил два гола в домашнем матче с командой АГОВВ, позволив «Витессу» одержать крупную победу со счётом 4:1. В первом сезоне за «чёрно-жёлтых» ден Эдел провёл 31 игру и забил 10 голов в первом дивизионе, а также забил один гол в кубковой встрече с любительским клубом АВК «Хераклес». В сезоне 1961/62 он отметился 9 голами в 24 матчах чемпионата, а в июле 1962 года покинул команду.
Последние четыре года карьеры ден Эдел провёл в клубе «Лимбюргия», но из-за повреждённого мениска завершил с футболом.

## Личная жизнь
Родился в декабре 1933 года на юге Нидерландов в городе Боскоп. Отец — Симон Йоханнес ден Эдел, был родом из Гауды, мать — Барбера Петронелла Элизабет Спелманс, родилась в Лейдене. Родители поженились в сентябре 1931 года в Гауде. В их семье была ещё дочь Элизабет Вилхелмина, родившаяся в мае 1932 года.
Женился в возрасте двадцати пяти лет — его супругой стала Ритье де Йонг. Их брак был зарегистрирован 19 декабря 1958 года в Амстердаме. Проживал с супругой в городе Хунсбрук на юго-востоке Нидерландов. Есть сын по имени Ферри.
Умер 1 августа 2022 года в возрасте 88 лет.

## Достижения
«Аякс»
- Чемпион Нидерландов: 1956/57

«Алкмар ’54»
- Победитель Первого дивизиона Нидерландов: 1959/60

## Статистика по сезонам
| Клуб       | Сезон   | Чемпионат Нидерландов | Чемпионат Нидерландов | Кубок Нидерландов | Кубок Нидерландов | Кубок европейских чемпионов | Кубок европейских чемпионов | Итого | Итого |
| Клуб       | Сезон   | Игры                  | Голы                  | Игры              | Голы              | Игры                        | Голы                        | Игры  | Голы  |
| ---------- | ------- | --------------------- | --------------------- | ----------------- | ----------------- | --------------------------- | --------------------------- | ----- | ----- |
| Аякс       | 1954/55 | 23                    | 12                    |                   |                   |                             |                             | 23    | 12    |
| Аякс       | 1955/56 | 30                    | 16                    |                   |                   |                             |                             | 30    | 16    |
| Аякс       | 1956/57 | 15                    | 7                     | 2                 | 1                 |                             |                             | 17    | 8     |
| Аякс       | 1957/58 | 27                    | 16                    |                   |                   | 4                           | 0                           | 31    | 16    |
| Аякс       | 1958/59 | 6                     | 5                     | 1                 | 0                 |                             |                             | 7     | 5     |
| Аякс       | Итого   | 101                   | 56                    | 3                 | 1                 | 4                           | 0                           | 108   | 57    |
| Алкмар '54 | 1959/60 | 17                    | 9                     |                   |                   |                             |                             | 17    | 9     |
| Алкмар '54 | Итого   | 17                    | 9                     |                   |                   |                             |                             | 17    | 9     |
| Витесс     | 1960/61 | 31                    | 10                    | 2                 | 1                 |                             |                             | 33    | 11    |
| Витесс     | 1961/62 | 24                    | 9                     | 3                 | 0                 |                             |                             | 27    | 9     |
| Витесс     | Итого   | 55                    | 19                    | 5                 | 1                 |                             |                             | 60    | 20    |